# Ethan Horvath
Ethan Shea Horvath (sinh ngày 9 tháng 6 năm 1995) là một cầu thủ bóng đá chuyên nghiệp người Mỹ đang thi đấu ở vị trí thủ môn cho câu lạc bộ Cardiff City tại EFL Championship và đội tuyển quốc gia Hoa Kỳ.

## Danh hiệu
Molde
- Norwegian Premier League: 2014
- Norwegian Football Cup: 2014

Club Brugge
- Belgian Pro League: 2017–18, 2019–20,[3] 2020–21[4]
- Belgian Super Cup: 2018

Nottingham Forest
- EFL Championship play-offs: 2022[5]

Luton Town
- EFL Championship play-offs: 2023[6]

U-20 Hoa Kỳ
- CONCACAF Under-20 Championship hạng ba: 2015[7]

Hoa Kỳ
- CONCACAF Nations League: 2019–20,[8] 2023–24